# Criovulcão

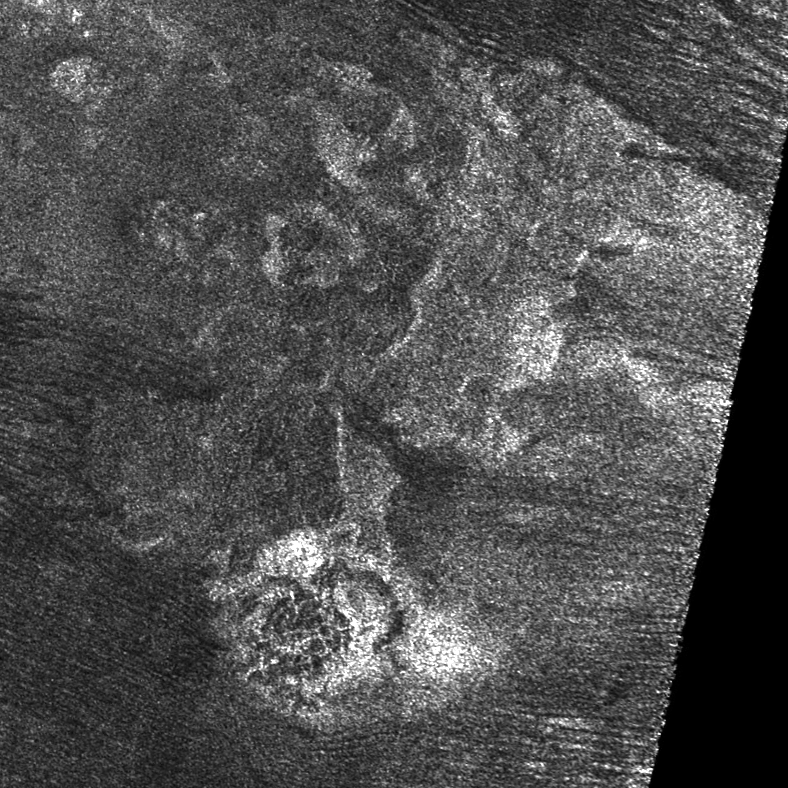
Doom Mons, um dos criovulcões mais confiáveis na lua de Saturno, Titã

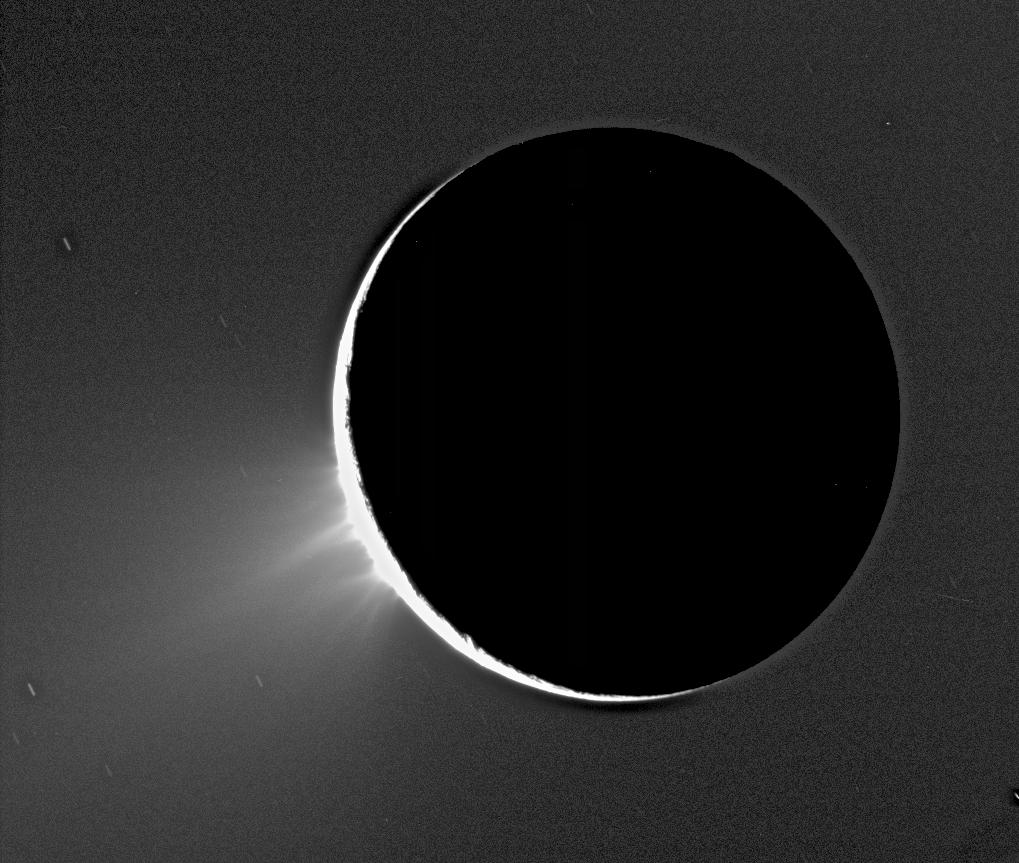
Plumas do Encélado, alimentando o Anel E de Saturno, parecem surgir das "Listras de Tigre" perto do pólo sul.

Um criovulcão (às vezes informalmente chamado de vulcão de gelo) é um tipo de vulcão que explode voláteis como água, amônia ou metano em um ambiente extremamente frio que está no ponto de congelamento ou abaixo dele. O processo de formação é conhecido como criovulcanismo. Coletivamente referidos como criomagma, criolava ou derretimento de gelo-vulcânico, essas substâncias são geralmente líquidas e podem formar plumas, mas também podem estar em forma de vapor. Após a erupção, espera-se que o criomagma se condense em uma forma sólida quando exposto à temperatura ambiente muito baixa. Os criovulcões podem se formar em luas geladas e outros objetos com água abundante além da linha de gelo do Sistema Solar (como Plutão). 

## Descrição
Várias características foram identificadas como possíveis criovulcões em Plutão, Titã e Ceres, e um subconjunto de cúpulas na Europa pode ter origens criovulcânicas. Além disso, embora não sejam conhecidos por formar vulcões, gêiseres de gelo foram observados no Encélado e potencialmente Tritão.
Uma fonte de energia potencial em alguns corpos do sistema solar para derreter gelos e produzir criovulcões é o atrito das marés. Depósitos translúcidos de materiais congelados criam um efeito estufa subterrâneo que acumularia o calor necessário.
Sinais de aquecimento no passado do objeto do cinturão de Kuiper Quaoar levaram os cientistas a especular que ele exibiu criovulcanismo no passado. O decaimento radioativo poderia fornecer a energia necessária para tal atividade, pois os criovulcões podem emitir água misturada com amônia, que derreteria a −95 °C (180 K) e criaria um líquido extremamente frio que fluiria para fora do vulcão.

## Criovulcões conhecidos
Em 27 de novembro de 2005, a Cassini fotografou gêiseres no pólo sul de Encélado.
Evidência indireta de atividade criovulcânica foi posteriormente observada em várias outras luas geladas do Sistema Solar, incluindo Europa, Titã, Ganímedes e Miranda. A Cassini observou várias características que se acredita serem criovulcões em Titã, notavelmente Doom Mons com a adjacente Sotra Patera, uma característica considerada "a melhor evidência, de longe, para topografia vulcânica em qualquer lugar documentada em um satélite gelado". O criovulcanismo é um processo que se supõe ser uma fonte significativa de metano encontrado na atmosfera de Titã.
Em 2007, observações do Observatório Gemini mostrando manchas de hidratos de amônia e cristais de água na superfície da lua de Plutão, Caronte, sugeriram a presença de criovulcões ativos ou criogêiseres. Observações subsequentes da New Horizons em 2015 descobriram que Caronte tem uma superfície jovem, apoiando essa ideia. O próprio Plutão tem duas características que foram identificadas como possíveis criovulcões, sendo montanhas com picos recortados.
Em 2015, dois pontos brilhantes distintos dentro de uma cratera do planeta anão Ceres foram fotografados pela sonda Dawn, levando a especulações sobre uma possível origem criovulcânica. Em setembro de 2016, cientistas da NASA JPL e NASA Goddard divulgaram descobertas de que a grande cúpula Ahuna em Ceres é uma "cúpula vulcânica diferente de qualquer outra vista em outras partes do sistema solar. A [grande] montanha é provavelmente de natureza vulcânica. Especificamente, seria um criovulcão — um vulcão que erupciona um líquido feito de voláteis como água, em vez de silicatos. [...] o único exemplo conhecido de um criovulcão que potencialmente se formou a partir de uma mistura de lama salgada e que se formou no passado geologicamente recente." Além disso, pelo menos alguns dos pontos brilhantes bem conhecidos de Ceres (incluindo os da cratera Occator) provavelmente também são de origem criovulcânica. Um estudo publicado em março de 2017 sugere que a grande erupção mais recente do Occator ocorreu há cerca de 4 milhões de anos e, portanto, Ceres ainda pode estar ativo.
Criovulcanismo em Encélado
- Um esquema possível para o criovulcanismo de Encélado
- Possíveis origens do metano encontrado em plumas através de seu oceano subterrâneo
- Composição química das plumas de Encélado